# Larifuga
Larifuga is een geslacht van hooiwagens uit de familie Triaenonychidae.
De wetenschappelijke naam Larifuga is voor het eerst geldig gepubliceerd door Loman in 1898. 

## Soorten
Larifuga omvat de volgende 10 soorten:
- Larifuga avus
- Larifuga calcaratus
- Larifuga capensis
- Larifuga dentifer
- Larifuga granulosus
- Larifuga mantoni [sic "mantonae"]
- Larifuga montanus
- Larifuga onerarius
- Larifuga rugosus
- Larifuga weberi